# Wysokie Berdo
Wysokie Berdo (Hruń; 968 m n.p.m.) – szczyt w Bieszczadach Zachodnich.
Jest niewybitną kulminacją grzbietu odbiegającego ze Smereka na północ, idącego dalej w kierunku Krysowej (840 m n.p.m.). Odgałęziają się od niego na szczycie dwie boczne odnogi: na północny wschód prowadzi grzbiet Stołów (968 m n.p.m.), zaś ku zachodowi odchodzi dosyć krótki i wyrównany grzbiet Wierchu Łacynowego (929 m n.p.m.), opadający następnie do doliny Wetliny. W górnej części stoku wschodniego znajduje się źródło potoku Hulskiego; z zachodniego zbocza spływa potok Kobylski, natomiast z północnego – Tworylczyk. Okolice Wysokiego Berda są z wyjątkiem kilku niewielkich stokowych polan porośnięte lasem. Szczyt leży na terenie Bieszczadzkiego Parku Narodowego, którego granica przebiega grzbietem na północ od szczytu, a następnie skręca na ramię Łacynowego Wierchu.

## Pieszy szlak turystyczny
czarny Jaworzec – Krysowa – Wysokie Berdo – Przełęcz Orłowicza